# تورز دو
تورز دو (انگلیسی: Tours Duo) ساختمان اداری ۳۹ طبقه مستقر در منطقه ۱۳ پاریس، فرانسه است، که در سال ۲۰۲۱ احداث گردید.